# 란게파스

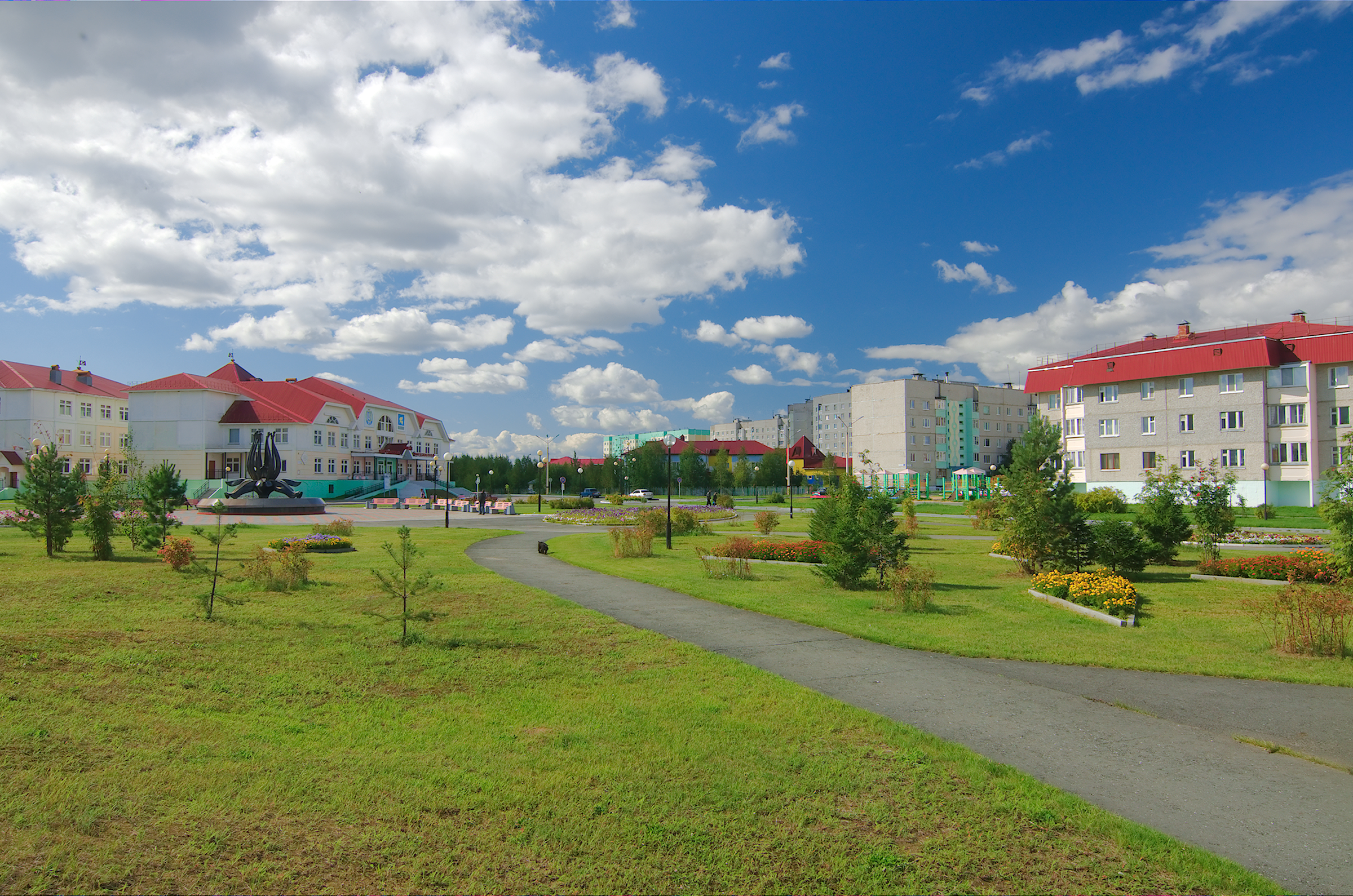

란게파스(러시아어: Лангепас, 한티어: Лӑңкипос)는 러시아 한티만시 자치구의 도시이다. 인구는 2010년 기준 41,670명. 주도 한티만시스크 시에서 동쪽으로 545km 떨어져 있으며, 튜멘 시에서는 북동쪽으로 875km 떨어져 있다. 도시의 경제는 석유와 천연가스 시추에 의존한다.

## 같이 보기
- 루크오일